# Sebastian Heck
Sebastian Heck (* 25. August 1995 in Speyer) ist ein deutscher Basketballspieler. Er wird auf dem Flügel eingesetzt. Seit 2016 steht er bei den Dresden Titans unter Vertrag.

## Laufbahn
Hecks Stammverein sind die BIS Baskets Speyer. Er durchlief seine Basketball-Ausbildung bei dem Klub und ergatterte in der Saison 2011/12 erste Spielanteile in Speyers Männermannschaft in der 1. Regionalliga. 2013 stieg er mit Speyer in die 2. Bundesliga ProB auf und machte mit guten Leistungen andere Vereine auf sich aufmerksam.
2015 wurde Heck vom Zweitligisten TG Hanau verpflichtet und zog nach einer Saison zu den Dresden Titans weiter, mit denen er ebenfalls in der 2. Bundesliga ProA ins Rennen ging, im Frühjahr 2017 jedoch in die ProB abstieg. Anfang Februar 2018 erlitt Heck einen Kreuzbandriss, der eine monatelange Pause nach sich ziehen sollte. Mit Dresden wurde er 2022 Meister der 2. Bundesliga ProB.

### Nationalmannschaft
Im Sommer 2015 bestritt Heck mit der deutschen U20-Nationalmannschaft die Europameisterschaft in Italien.